# Rostovska oblast
Rostovska oblast (rusko Росто́вская о́бласть) je oblast v Rusiji v Južnem federalnem okrožju. Na severu meji na Voroneško oblast, na vzhodu na Volgograjsko oblast, na jugovzhodu na republiko Kalmikijo, na jugu na Krasnodarski okraj, na zahodu na Stavropolski okraj in na severozahodu na Ukrajino. Ustanovljena je bila 13. septembra 1937.